# Wheelock Place
La Wheelock Place ou Lane Crawford Place est un gratte-ciel de bureaux de 109 mètres de hauteur construit à Singapour en 1993.
Il est situé le long d'Orchard Road.
L'immeuble, conçu par l'agence japonaise Kisho Kurokawa Architects & Associates et par l'agence chinoise Wong & Ouyang Associates (Singapore) Private Limited, a coûté 54 619 640 $.